# Józef Rybicki (architekt)

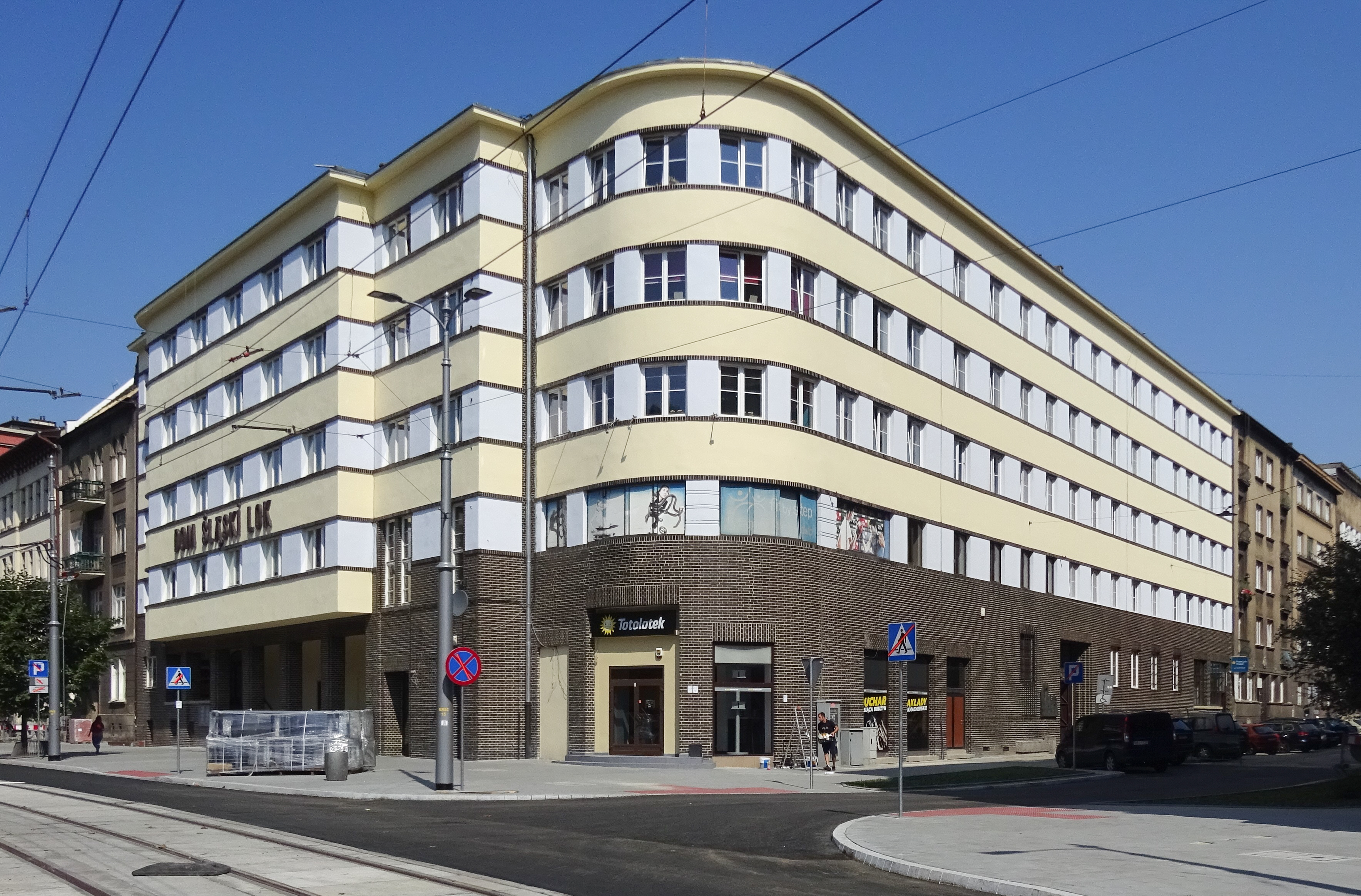
Dom Śląski w Krakowie

Józef Stefan Rybicki (ur. 1 sierpnia 1898 we Lwowie, zm. 26 lipca 1974 w Rabce) – polski architekt i wykładowca akademicki. 

## Życiorys
Absolwent Wydziału Architektonicznego Politechniki Lwowskiej (1925 r.) i profesor Politechniki Gdańskiej. 
Pochowany na cmentarzu Srebrzysko w Gdańsku (rejon IX, kwatera profesorów-3-34).
Odznaczony Krzyżem Oficerskim Orderu Odrodzenia Polski (1948 r.) i Złotą Odznaką SARP (1958 r.). 

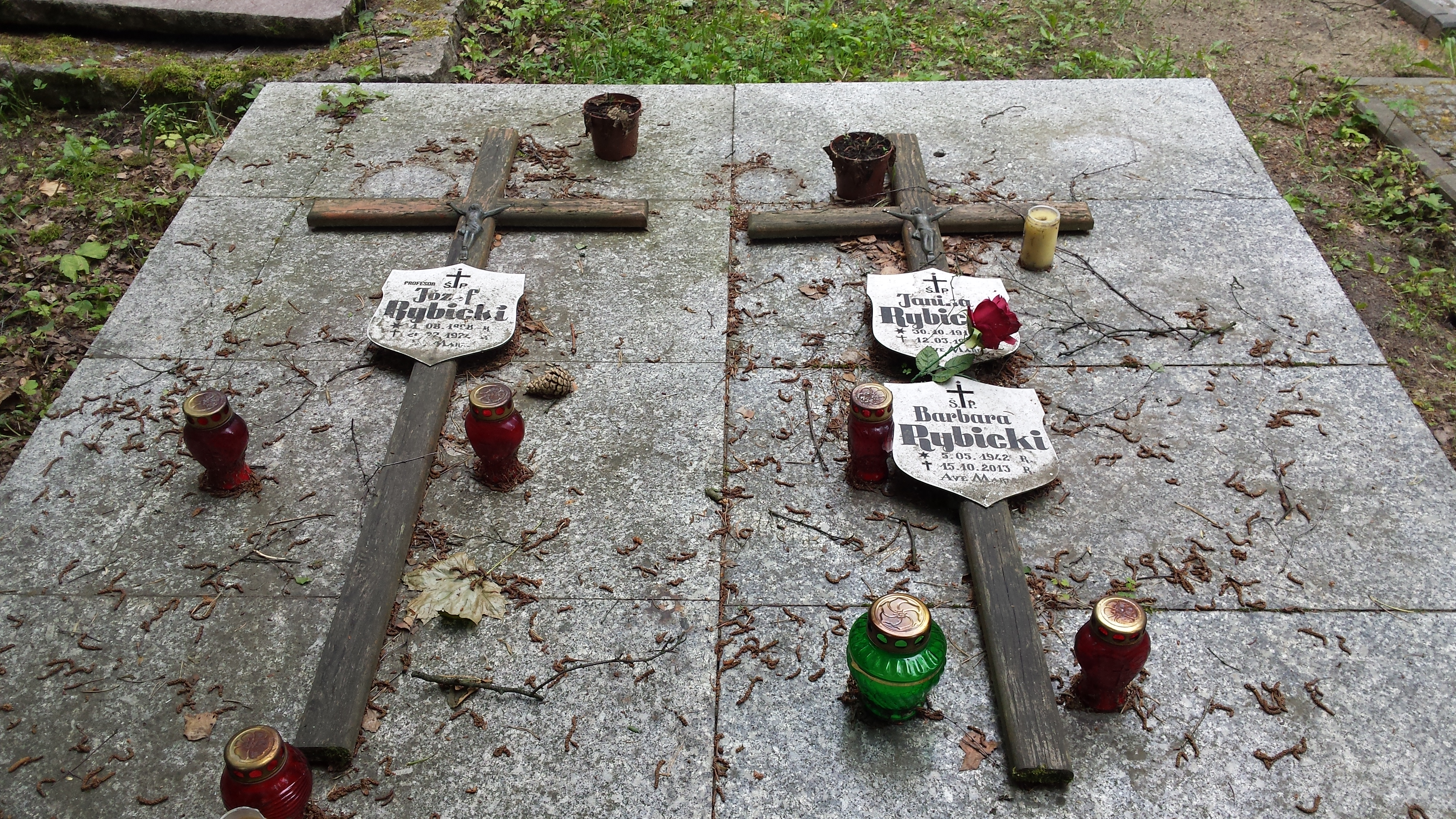
Grób prof. Józefa Rybickiego na cmentarzu Srebrzysko